# Piazza Grande (Arezzo)
Pour les articles homonymes, voir Piazza Grande.
La Piazza Grande ou  Piazza Vasari est une des places d'Arezzo en Toscane (Italie), l'ancienne Platea Communis (connue aussi sous le nom de place Vasari).

## Histoire
Située au cœur de la ville, l'histoire de la place remonte à l'époque romaine. Elle se trouve à  l'endroit même du forum romain. Pendant la période communale, l'endroit était le théâtre des échanges commerciaux, de la vie religieuse et militaire et pendant la Renaissance, le cœur de la vie civile de la ville.

## Événements
La place est surtout connue pour l'ancienne Giostra del Saracino qui s'y déroulait à l'époque médiévale et qui s'y tient encore pour rappeler le passé médiéval de la ville. La Joute a lieu deux fois par an, en juin et en septembre. Il s'agit d'une compétition entre chevaliers et un cortège historique de trois cents personnages et des agitateurs de drapeaux animent la place et font revivre l’événement.

## Description
C'est une  place trapézoïdale, en pente, sur laquelle donnent directement des bâtiments d'époques différentes :
- à l'ouest, le Tribunal (XVIIe et XVIIIe siècles), de style baroque et son escalier semi-circulaire ;
- le Palazzo della Fraternità dei Laici (gothique et Renaissance  de 1375 à 1460) commencé en  1375 par Baldino di Cino et Niccolò di Francesco pour le portail, puis en 1434, par Rossellino qui continue la construction de la façade, terminée en 1460 par   Giuliano et Algozzo da Settignano, au XVIe siècle lui fut ajoutée la tour et son horloge dont le cadran  est de Felice da Fossato (1552) ;
- au nord, le Palazzo delle Logge, œuvre de Giorgio Vasari dit aussi Loggias de Vasari ;
- au sud-est, la maison-tour toscane des Lappoli du XIIIe siècle ;
- la Torre Faggiolana (XIIIe siècle) ;
- au sud-ouest, la casatorre dei Cofani ou  Palazzo Cofani-Brizzolari ;

Mais aussi les faces arrière d'autres édifices comme :
- à l'ouest, l'arrière de l'abside de l'église Santa Maria della Pieve.

La place comporte plusieurs fontaines.

## Activités
- La Giostra del Saracino, la « Joute du Sarrasin » l’avant-dernier samedi de juin et le premier dimanche de septembre de chaque année.
- La foire des antiquaires, les premiers dimanches du mois depuis 1968.

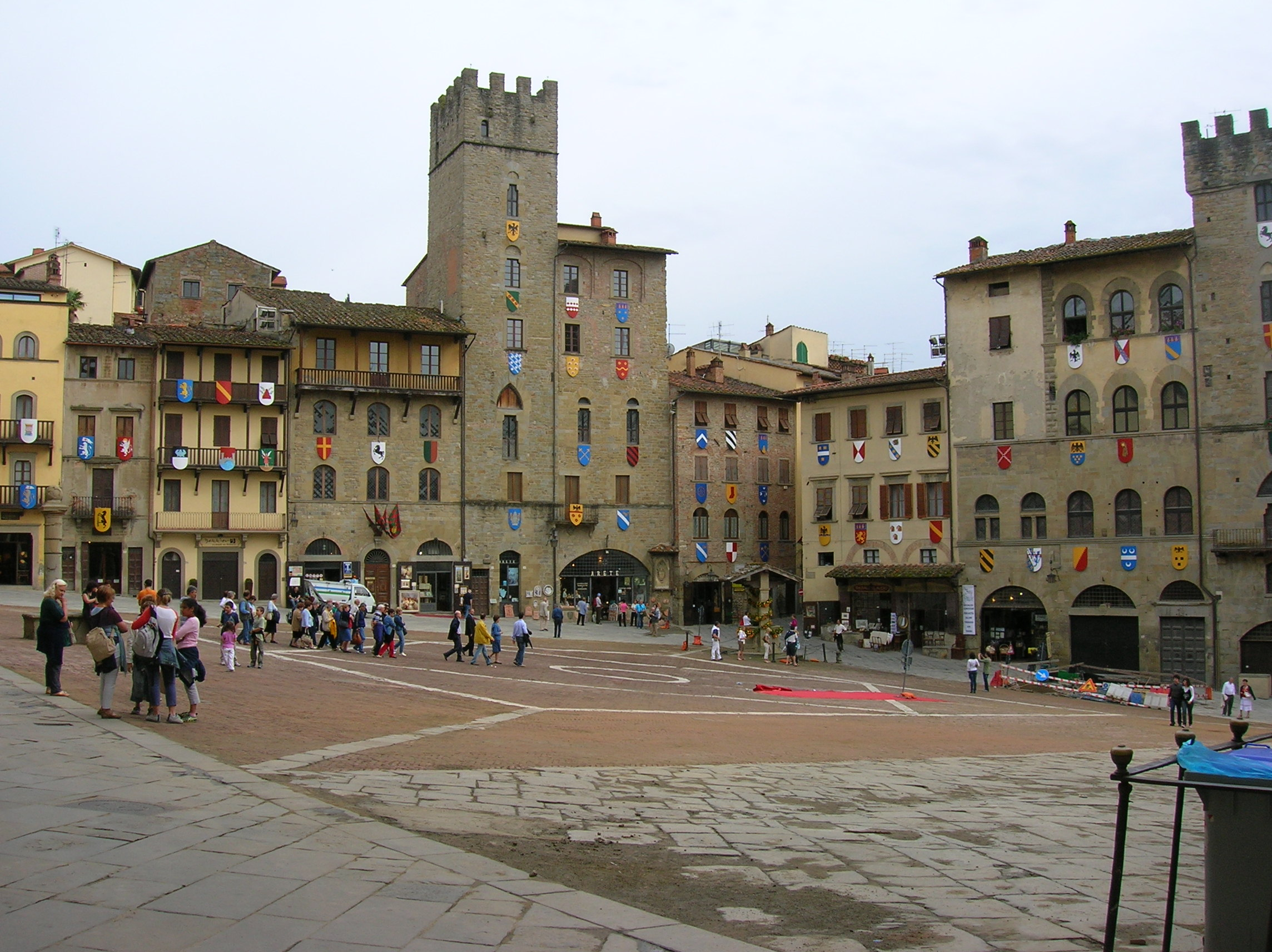
La place et la maison-tour des Lappoli.
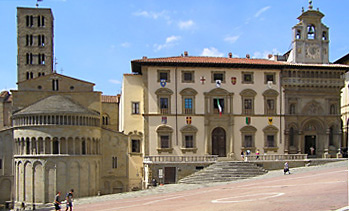
Abside de l'église Santa Maria della Pieve.
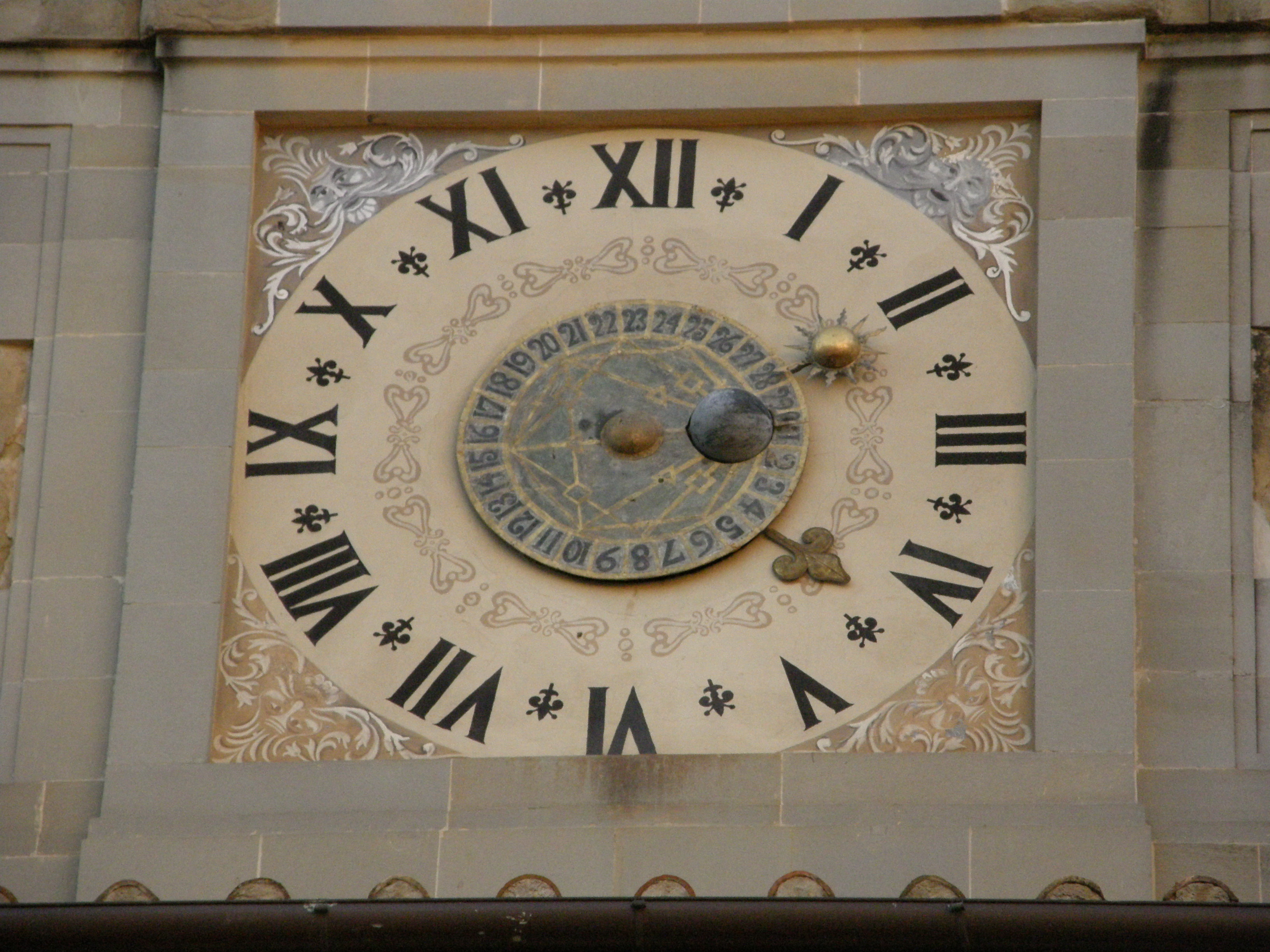
Le cadran de l'horloge.
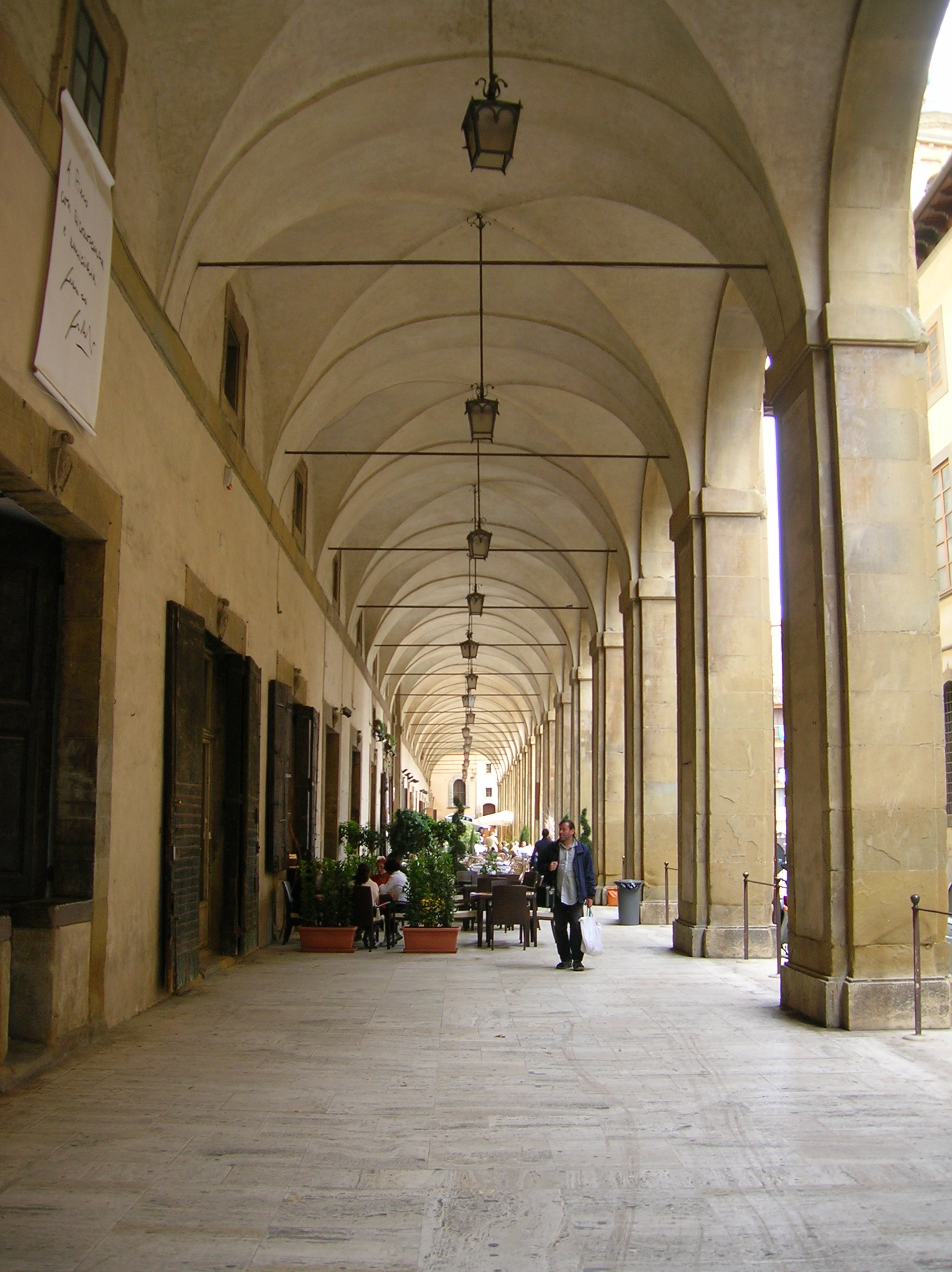
Les Logge de Vasari.
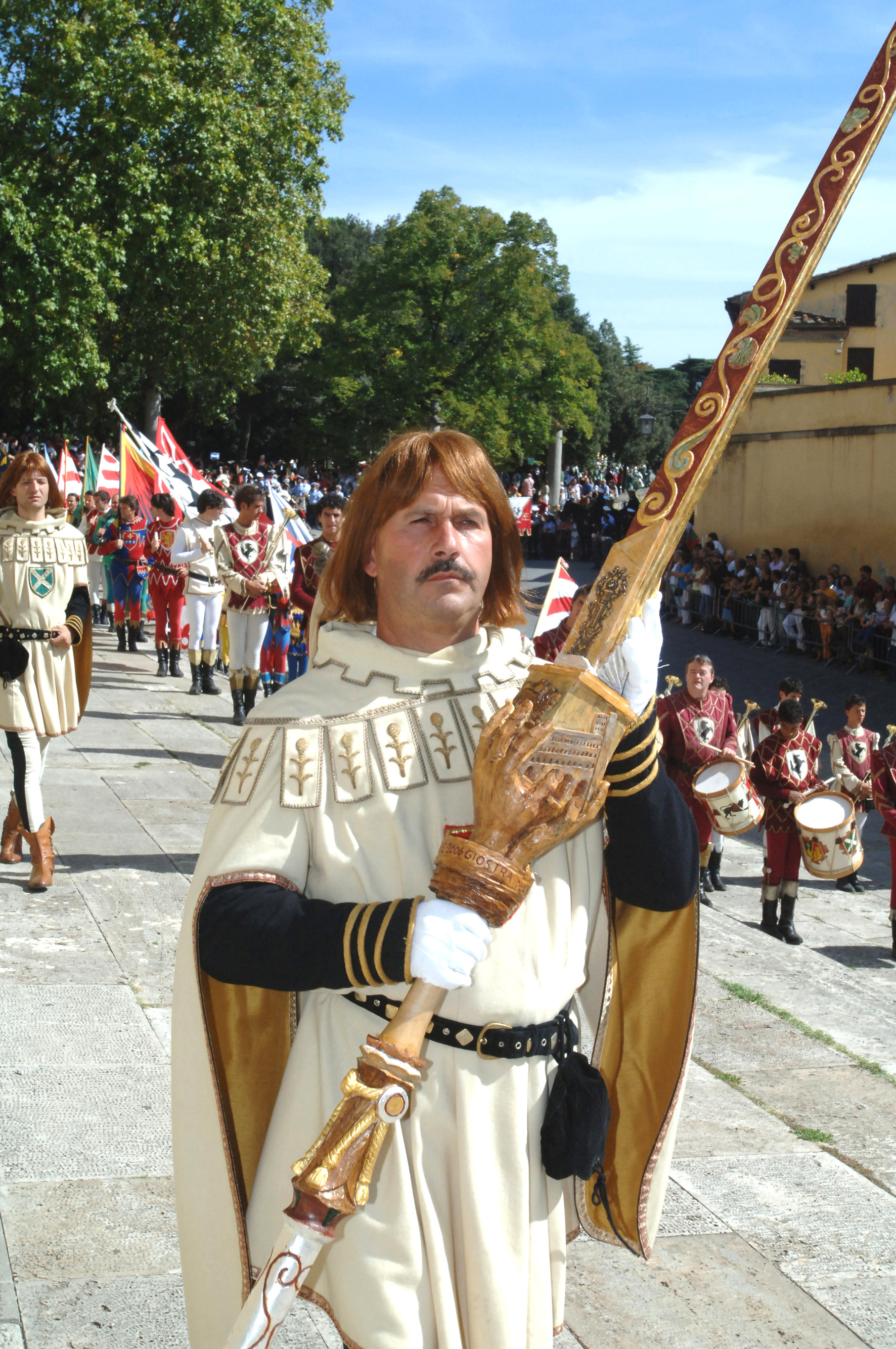
La joute du Sarrasin.

Sur cette place furent tournés plusieurs séquences du film de Roberto Benigni La vie est belle.